# Hittistetten

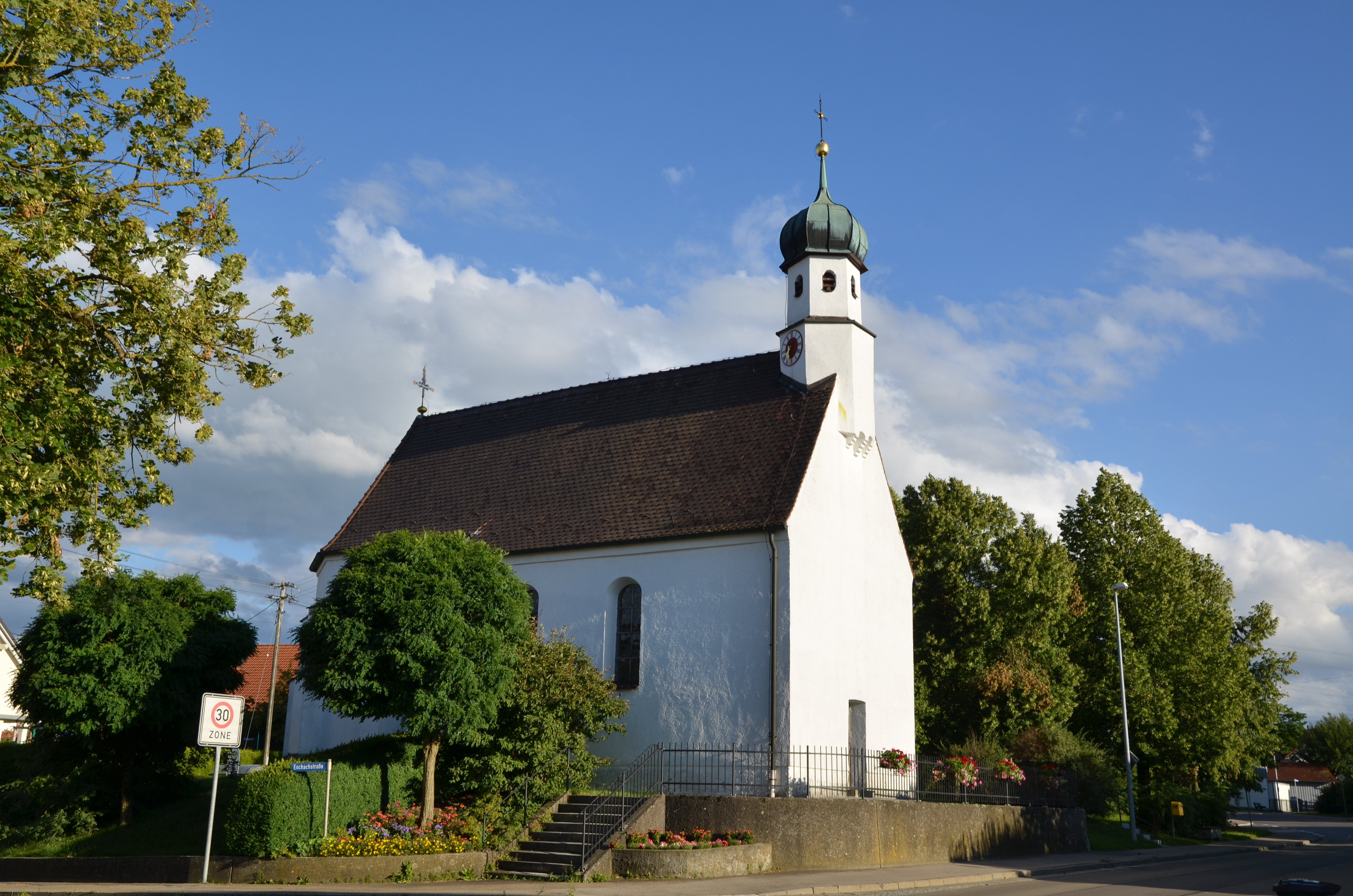
Katholische Kapelle St. Leonhard (2012)

Hittistetten ist ein Stadtteil der Stadt Senden im schwäbischen Landkreis Neu-Ulm in Bayern.

## Geographie
Der Ort liegt östlich des Hauptortes Senden an der Staatsstraße 2029. Unweit westlich verläuft die A 7 mit dem Autobahndreieck Hittistetten.

## Bauwerke
In der Liste der Baudenkmäler in Senden (Bayern) ist für Hittistetten ein Baudenkmal aufgeführt:
- Die katholische Kapelle St. Leonhard ist ein Saalbau mit eingezogenem Polygonalchor (1488) und Dachreiter (wohl 1672) über dem Westgiebel.